# The Delta Force
The Delta Force (prt: Força Delta; bra: Comando Delta) é um filme americano de 1986 estrelado por Chuck Norris e Lee Marvin como líderes do esquadrão de elite Delta Force. Foi dirigido por Menahem Golan e contou com Martin Balsam, Joey Bishop, Robert Vaughn, Steve James, Robert Forster, Shelley Winters, William Wallace e George Kennedy. O filme foi produzido em Israel. Duas continuações foram produzidas: Delta Force 2: The Colombian Connection e Delta Force 3: The Killing Game. Foi o ultimo filme do ator Lee Marvin, que morreu em 1987.

## Sinopse
Avião de passageiros é sequestrado por terroristas árabes e levados para Beirute, o esquadrão de elite Delta Force é convocado pelo Presidente dos Estados Unidos para ajudar no resgate.

## Elenco

### Comando Delta
- Major Scott McCoy - Chuck Norris

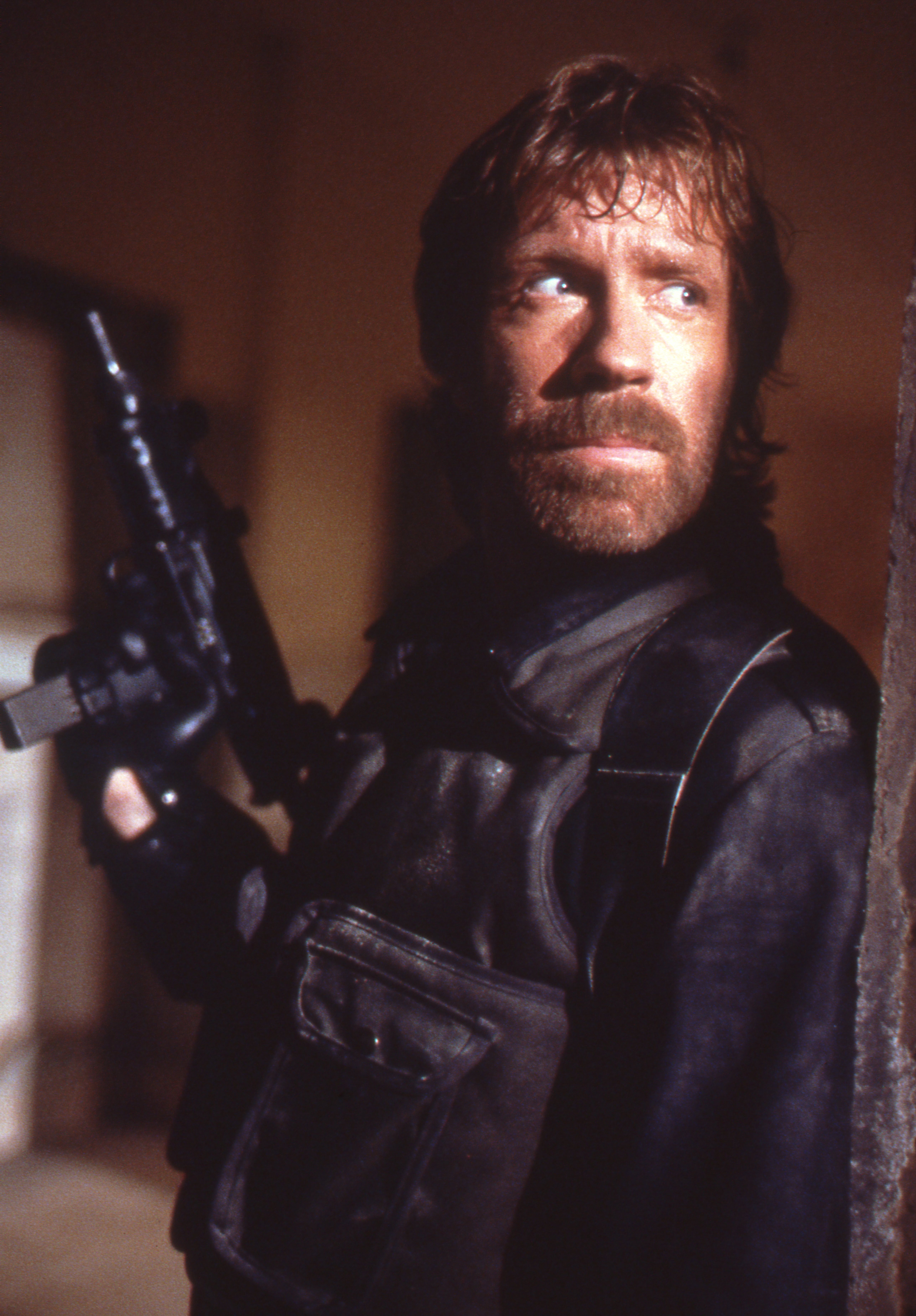
Chuck Norris no set do filme

- Coronel Nick Alexander - Lee Marvin
- General Woodbridge - Robert Vaughn
- Bobby - Steve James
- Pete Peterson - William Wallace
- Dr. Jack - Jerry Weinstock

### Terroristas libaneses
- Abdul Rafai - Robert Forster
- Mustafa - David Menachem
- Jaffer - Avi Loziah
- Jamil - Uri Gavriel
- Salim - Adib Jahschan

### ATW
- Capitão Roger Campbell - Bo Svenson
- Copiloto Dave Hoskins - Marvin Freedman
- Engenheiro de voo Jim Montgomery - Bob Levit
- Aeromoça Ingrid Harding - Hanna Schygulla
- ATW garota - Susan Ophir
- ATW agente - Jack Messinger

### Passageiros
- Ben Kaplan - Martin Balsam
- Edie Kaplan - Shelley Winters
- Harry Goldman - Joey Bishop
- Sylvia Goldman - Lainie Kazan
- Mike Fraser - Aaron Kaplan
- Sally Fraser - Caroline Langford
- Padre O'Malley - George Kennedy
- Irmã Mary - Kim Delaney
- Irmã Ann - Zipora Peled
- David Rosovsky - Yehuda Efroni
- Robert Levine - Jerry Lazarus
- Ellen Levine - Natalie Roth
- Debra Levine - Susan Strasberg
- Ted Bilicki - Jerry Hyman
- Shawn Latta - Dale Payne
- Rosalee Bilicki - Gael Lehrer
- Jay Bilicki - Hank Leininger
- Tom Hale - Charles Grant
- Ed - Howard Jackson
- Andy - Eric Norris
- Tina - Chelli Goldberg
- Lesley - Chris Ellia
- Peter - Panos Nicolaou

### Israelenses
- Pai Nicholas - Shaike Ophir